# Pohodna pot Milford Track
Milford Track je pohodniška pot na Novi Zelandiji, sredi gora in zmernega deževnega gozda v narodnem parku Fiordland na jugozahodu Južnega otoka. 53,5 km dolg pohod se začne pri Glade Wharfu na vrhu jezera Te Anau in konča v Milford Sound / Piopiotahi pri Sandfly Pointu, prečka deževne gozdove, mokrišča in alpski prelaz.
Novozelandski oddelek za varstvo narave to pot uvršča med Great Walk in vzdržuje tri koče ob poti: Clinton Hut, Mintaro Hut in Dumpling Hut. Na voljo so tudi trije zasebni domovi in štiri dnevna zavetišča. Večina ljudi pot opravi v 15 do 20 urah hoje v treh dneh, ne da bi šteli dodatno uro ali dve, da pridejo s čolna do prve koče. Nekateri pa progo pretečejo v enem dnevu. Najhitrejši znani zaključek poti in rekord je britanski ultramaratonski, trail in gorski tekač Ajay Hanspal v 5 urah in 19 minutah in 33 sekundah, ki je bil postavljen 18. novembra 2023, s čimer je prejšnji rekord Davida Haunschmidta premagal za približno 1 minuto.

## Zgodovina
Domorodci Maori so območje uporabljali za nabiranje in transport dragocenega zelenega kamna pounamu. Imajo legende o območju in avtohtonih vrstah, ki jih najdemo v njem.
Donald Sutherland in John Mackay, ki sta prišla z Milfordskega konca, sta bila prva evropska raziskovalca, ki sta leta 1880 videla slapove, ki so danes znani kot slapovi Mackay in Sutherland Falls. Od konca jezera Te Anau sta se Quintin McKinnon in spremljevalec odpravila iskat kopensko pot do Milford Sounda in leta 1888 odkrila, kar se danes imenuje McKinnon Pass. To ju je pripeljalo do povezave s Sutherlandom na drugi strani prelaza.
McKinnon (imenovan tudi Mckinnon in Mackinnon) je bil prvi vodnik, ki je pohodnike popeljal od jezera Te Anau do Milford Sounda. McKinnon je sam začel z vodenjem izletov in se od tam razširil s tržno kampanjo. Mnogi deli poti Milford so poimenovani po McKinnonu, vključno s prelazom McKinnon, najvišjo točko poti. Skuhal je tudi pompolono, vrsto peciva, po katerem je ena od vodenih izletniških koč dobila ime.
37 turistov je uporabljalo nov parnik in koče ob izboljšani progi v letih 1899–1900, čeprav je bilo nekaj del na progi še treba dokončati. Leta 1901 je vlada prek Oddelka za turistične in zdraviliške kraje ter kasneje Tourist Hotel Corporation prevzela upravni nadzor nad potjo in vodenimi ogledi, dokler je leta 1990 niso prodali zasebnemu podjetju. Pot je bila že od začetka zelo znana pri ženskah. Nekatere stranke so bile tričetrtinsko sestavljene iz žensk tudi v prvi polovici 20. stoletja.
V veliki dolžini svoje zgodovine so imeli samo komercialni vodeni ogledi pravico do prisotnosti na poti, toda leta 1965 je »pohod svobode« 46 članov Otago Tramping Cluba vodil do odprtja sedanjega dvojnega sistema v 1966 z dodatnimi kočami in objekti za samostojne pohodnike, ki omogočajo individualne, nevodene oglede na poti. Danes kvotni sistem dovoljuje, da se približno polovica kapacitete proge porabi za vodene oglede, drugo polovico pa se odpravijo ljudje, ki hodijo sami ali v neformalnih skupinah. Obe vrsti pohodnikov uporabljata ločene sisteme koč.
Leta 1992 je športni organizator Robin Judkins načrtoval gorski maraton, ki bo potekal na Milford Tracku – Milford Mountain Marathon. Dogodek je bil najbolj sporen in je povzročil veliko jeze, vključno z grožnjami s smrtjo, fizičnimi napadi in anonimnimi telefonskimi klici. Judkins se je zelo javno boril s politiki in naravovarstveniki, vključno z Gerryjem McSweeneyjem, ter pridobil vsa soglasja in dovoljenja, vendar je dogodek odpovedal.
Zaradi priljubljenosti in omejenih možnosti za prenočevanje (kampiranje ni dovoljeno) je pot še vedno močno regulirana.

## Dostop
Za razliko od večine drugih Great Walks pot Milford Track nima neposrednega dostopa do parkirišča, zato pohodniki potrebujejo prevoz s čolnom do začetka poti od Te Anau Downs do Glade House (južni začetek poti). Obstaja tudi peš dostop do starta po poti Dore Pass Route (10,5 km v eno smer), čeprav je to zahtevna pot in ni priporočljiva za večino pohodnikov. Na severnem koncu poti pri Sandfly Pointu je potreben še en čoln, da popelje pohodnike nazaj v Milford Sound. Možnost od severa proti jugu še vedno vključuje oba čolna, vendar se lahko izvede samo v zimski sezoni.

## Vrhunec poletne sezone
V poletni sezoni od konca oktobra do konca aprila je dostop do poti strogo urejen. Pohodniki morajo pot opraviti v štirih dneh, potujejo pa le v smeri severa. Kampiranje na poti je prepovedano. Pohodniki lahko pot opravijo samostojno ali v sklopu dražjega vodenega pohoda z vodniškim podjetjem. Na dan se lahko na pot poda največ 90 pohodnikov (40 samostojnih in 50 vodenih). Običajno je teh 90 mest rezerviranih za več mesecev vnaprej, kljub visokim stroškom vodenih sprehodov.
Zaradi sistema enosmernih vozovnic in omejenih kapacitet koč se morajo pohodniki gibati tudi v slabem vremenu. V obdobjih posebej hudih poplav DOC redno kliče helikopterje, ki preletijo poplavljene odseke proge.

### Samostojno pohodništvo
Če hodite samostojno, morate vsako noč preživeti v koči, ki je v lasti in vzdrževanju Ministrstva za varstvo narave. Koče za samostojne pohodnike imajo osnovne objekte, ki vključujejo prostore s pogradi, sanitarije in prostore za kuhanje; pohodniki morajo nositi svojo opremo in hrano. Video Novozelandskega sveta za varnost v gorah na stezi MilfordNew Zealand Mountain Safety Council's video on the Milford Track

### Vodeni pohodniki
Na vodenem pohodu se pohodniki nastanijo v kočah z možnostmi, kot so vroče prhe in obroki. Vodeni pohodniki potrebujejo samo oblačila, toaletne potrebščine, rjuhe in kosilo med potjo.

## Izven sezone
V času izven sezone od maja do sredine oktobra je pot v bistvu neregulirana in se lahko vozi v katero koli smer poljubno število dni. Je pa v tem letnem času veliko težje in nevarnejše, saj odstranijo objekte pri kočah, odstranijo tudi nekaj mostov (do 10) zaradi preprečitve plazov.

## Znamenitosti
| Ime                        | Opis | Lega                                            |
| -------------------------- | --- | ----------------------------------------------- |
| McKinnon Pass              | Spektakularen prelaz glavnega razcepa, obdan z gorami, pokritimi z ledenikom | 44°48′5″S 167°45′59″E / 44.80139°S 167.76639°E  |
| Sutherland Falls           | Najvišji slap na Novi Zelandiji s 580 m, ki ga nenehno napaja jezero Quill | 44°48′1″S 167°43′49″E / 44.80028°S 167.73028°E  |
| Nicholas Cirque            | Obroč ledeniških gora na vrhu doline, ki mu sledimo, ko se peljemo proti severu do prelaza McKinnon | 44°48′0″S 167°45′0″E / 44.80000°S 167.75000°E   |
| Mackay Falls & Bell Rock   | Slap Mackay je izdolbel Bell Rock in ga nato obrnil na glavo. V izdolbenem delu, ki je v notranjosti visok preko 4 m, je mogoče stati                                                                        | 44°43′52″S 167°47′25″E / 44.73111°S 167.79028°E |
| Giant Gate Falls           | Zadnji večji slap na progi Milford v smeri proti severu | 44°42′14″S 167°51′9″E / 44.70389°S 167.85250°E  |
| Jezero Ada                 | Jezero, ki je nastalo zaradi zemeljskega plazu čez reko Arthur | 44°42′31″S 167°51′28″E / 44.70861°S 167.85778°E |
| Milford Sound / Piopiotahi | Svetovno znan po spektakularnih strmih pečinah, ki obkrožajo zrcalni fjord | 44°36′55″S 167°51′44″E / 44.61528°S 167.86222°E |
| Jezero Te Anau             | Jezero, ki je nastalo zaradi delovanja ledenika, je drugo največje sladkovodno telo na Novi Zelandiji in je obdano z gorami, vključno z gorama Kepler in Murchison, ki se dvigata 1400 m nad gladino jezera. | 44°56′24″S 167°54′44″E / 44.94000°S 167.91222°E |